# Tokipona
Toki pona er et kunstsprog udviklet af canadieren Sonja Lang. Det blev offentliggjort på internettet for første gang i sommeren 2001. toki betyder "sprog" og pona betyder "god" eller "simpel" på dette sprog, så toki pona betyder "godt sprog" eller "simpelt sprog". Alle ord, bortset fra navne på steder eller mennesker, skrives med småt, selv når det er det første ord i en sætning.
Lang kalder toki pona "et forsøg på at forstå meningen med livet i 120 ord".
Sproget består af 14 bogstaver og 120-140 ord, der kombineres på forskellig vis til at danne de mest nødvendige begreber.
De eneste talord er wan, tu, mute – "en", "to", "mange" – hvilket viser sprogets begrænsning og reflekterer idéen om, at det er beregnet til at kommunikere på simpel vis.
toki pona er ikke ment som et internationalt hjælpesprog, men snarere dannet på baggrund af den taoistiske filosofi.